# Graf-Adolf-Straße (Düsseldorf)
Die Graf-Adolf-Straße ist eine breite mehrspurige und verkehrsreiche Straße im Zentrum von Düsseldorf, die von West nach Ost verläuft und die in ihrer gesamten Länge ein Teil der südlichen Grenze vom Stadtteil Stadtmitte ist.

## Name und Lage
Der Name Graf-Adolf-Straße bezieht sich auf Graf Adolf von Berg, der 1288 Düsseldorf die Stadtrechte verlieh. Der Name wurde 1893 offiziell beschlossen. Die Straße beginnt am östlichen Ende des Graf-Adolf-Platzes an der Königsallee und endet am Konrad-Adenauer-Platz (ehemals Wilhelmplatz), der vor dem Düsseldorfer Hauptbahnhof liegt. Sie ist in ihrer gesamten Länge die Grenze zum südlich liegenden Stadtteil Friedrichstadt. Viele Querstraßen, die von Süd nach Nord verlaufen, sind verkehrsreiche Durchgangsstraßen für den Nord-Süd-Verkehr in der Stadt. Beispiele hierfür sind die Berliner Allee und die Oststraße mit der Karl-Rudolf-Straße. Der Stresemannplatz ist ein wichtiger Verkehrsknotenpunkt, der neben dem Nord-Süd-Verkehr auch für den West-Ost-Verkehr in der Stadt stark genutzt wird. Auch für den öffentlichen Nahverkehr ist die Straße von Bedeutung, da die Gleisanlagen der von West nach Ost und umgekehrt führenden Linien der Straßenbahnen 707, 708 und 709 hier verlaufen.

## Infrastruktur
Die Straße ist als vierspurige Verkehrsstraße weitgehend mit mittleren und getrennten doppelten Schienenbereichen für den Straßenbahnverkehr, teilweise beidseitigen Parkstreifen für PKW und zusätzlicher Spur für Fahrräder sowie breiten Fußgängerbereichen ausgeführt. Der ursprüngliche auf beiden Straßenseiten vorhandene Baumbestand ist nicht mehr vorhanden. Ab dem im östlichen Bereich der Graf-Adolf-Straße liegenden Stresemannplatz ist die Straße für den Durchgangsverkehr von PKW vom und zum Vorplatz des Bahnhofs inzwischen gesperrt. Die Verkehrsinseln auf dem Stresemannplatz wurden 2007 von der Künstlerin Tita Giese mit Yuccapalmen, speziellen Grasarten und Wild-Krokussen umgestaltet.

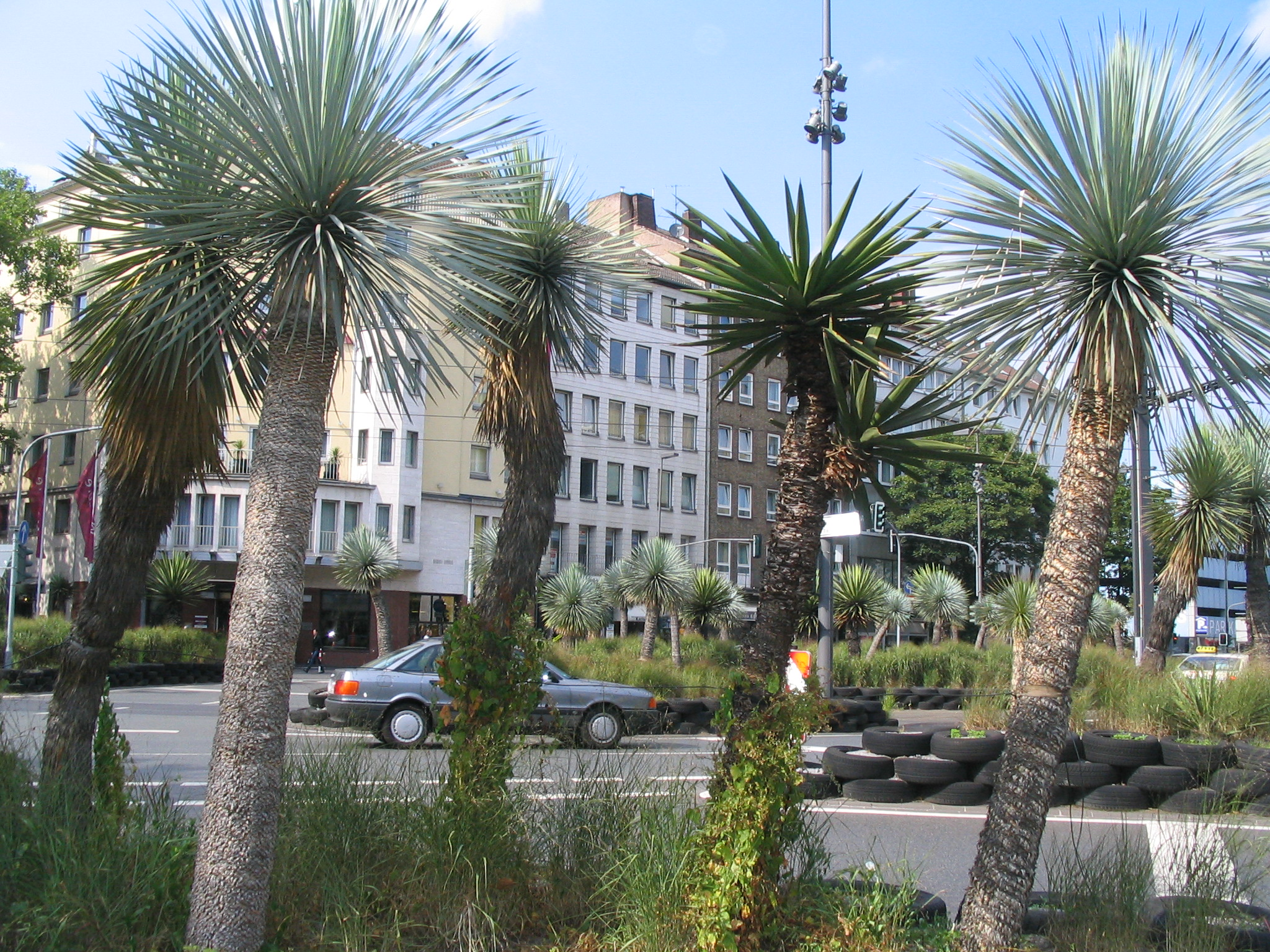
Blick vom Stresemannplatz nordöstlich in die Karlstraße

Die Gebäudehöhe der Häuser an der Graf-Adolf-Straße ist amtlich vorgeschrieben. 1951 wurde die Baupolizeiverordnung Nr. 778 vom 1. April 1939 überarbeitet. Die zulässige Geschosszahl, die bei vier lag, wurde nun mit sechs Vollgeschossen vorgegeben. Ein Ausbau der Dachgeschosse zu Wohnzwecken ist erlaubt.
An der Graf-Adolf-Straße liegen viele Ladenlokale, Büros, diverse Gastronomie, ein Theater, eine Lichtspielstätte und bis Ende 2014 ein großes Vollsortimentkaufhaus etc. Die Geschäfte sind jedoch, bis auf einen Lebensmittelladen in einem 2018 fertig gestellten Neubau, weniger auf den täglichen Verbrauch ausgerichtet, sondern decken mehr den langfristigen und speziellen Bedarf ab. Durch die Lage im Zentrum der Stadt und Nähe zum Hauptbahnhof und Königsallee sind viele Hotels sowohl direkt an der Straße wie auch auf den anliegenden Nebenstraßen vorhanden. Auch der Christliche Verein junger Menschen (CVJM) unterhält auf der Straße ein Hotel.
Ein bemerkenswerter Standort war die Graf-Adolf-Straße bereits ab Beginn des 20. Jahrhunderts für die Filmindustrie und die für die Vorführung der Filme erforderlichen Theater. Bereits um 1910 sind mindestens sieben Kinos nachweisbar, die zum Teil noch unter dem Namen Kinematographen-Theater vor 1910 eröffnet wurden. Erst mit dem Niedergang der großen Kinosäle in den 1980er Jahren wurden diese Kino-Theater überwiegend geschlossen. Die bekanntesten von diesen inzwischen historischen Kinos waren das „Asta-Nielsen-Theater“ (Gebäude Nr. 33 von 1911–1986), das „Europa-Palast-Theater“ (Gebäude Nr. 44 von (1913) 1929–1962) und das „Residenz-Theater“ (Gebäude Nr. 20 von 1913–1999).

## Geschichte

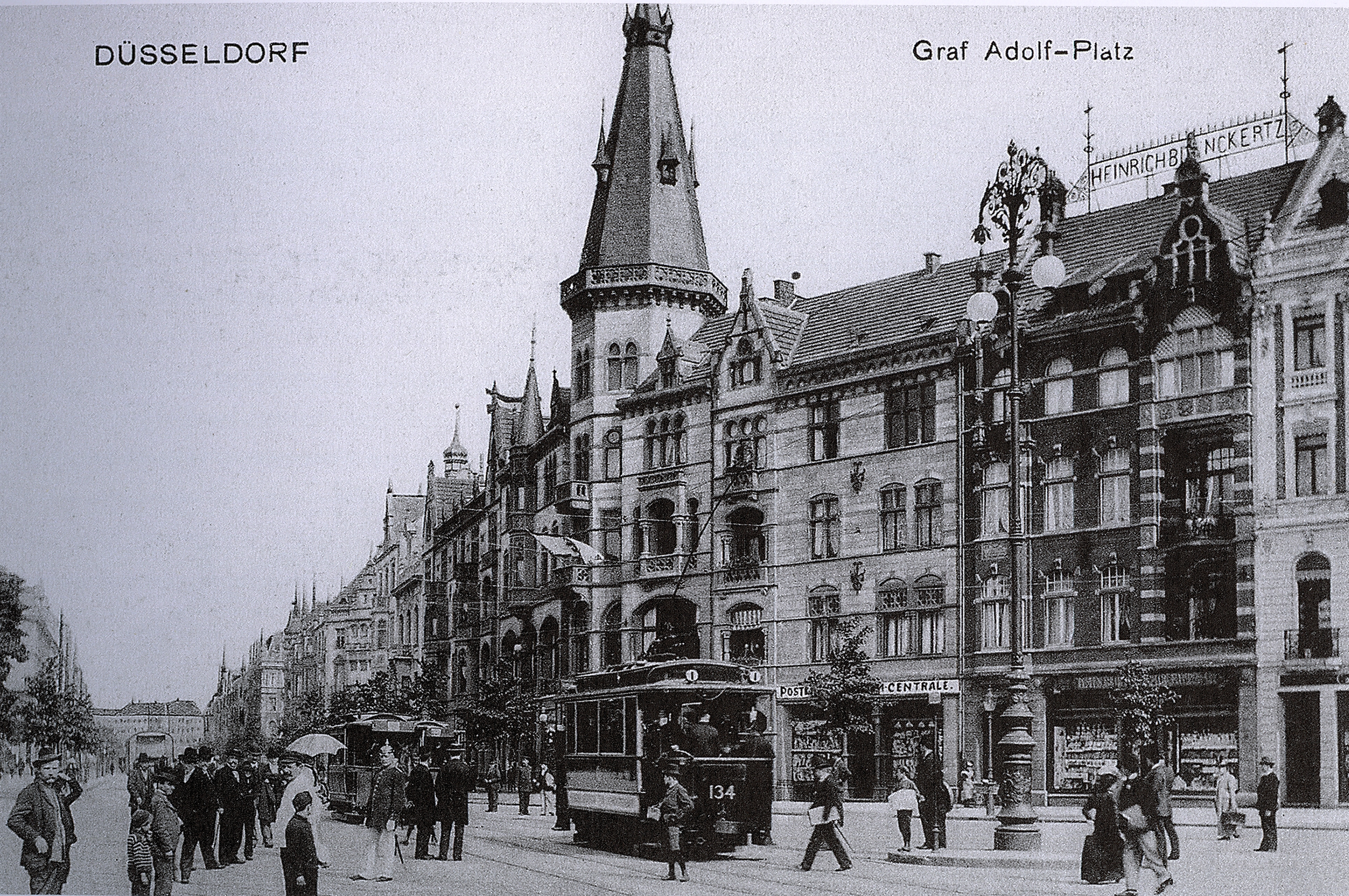
Am Graf-Adolf-Platz (um 1905). Sicht auf die Graf-Adolf-Straße: Gebäude Heinrich Blanckertz damalig Nr. 2; links daneben Nr. 4 gotischer Prachtbau aus rotem Sandstein mit weithin sichtbarem Turm, Architekt Rudolf Schnütgen (erbaut 1897). Auf der ersten Etage Kaffeehaus „Alter Bahnhof“

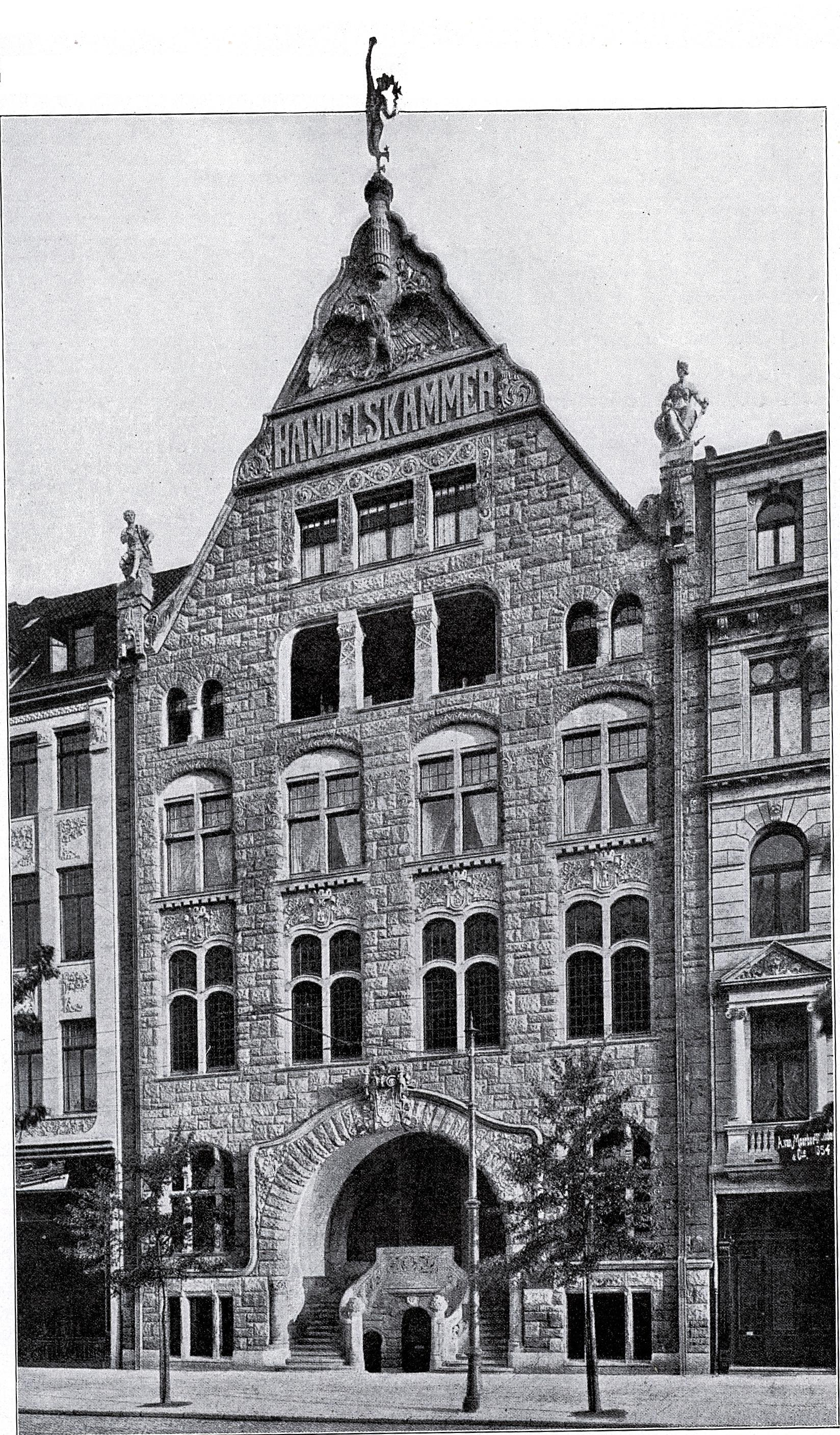
Ehemaliges Haus der Handelskammer an der Graf-Adolf-Straße Nr. 47

Die Graf-Adolf-Straße wurde erst Ende des 19. Jahrhunderts als Allee angelegt. Bei den ersten systematischen Planungen für ein vergrößertes Stadtgebiet vor den 1840er Jahren war der gesamte Bereich im Südosten der historischen Kernstadt mit Altstadt und Carlstadt fast nicht besiedelt. Der Stadtgraben war bis etwa 1835, wie aus dem Stadtplan von „Düsseldorf und seine Umgebungen“ von 1809 ersichtlich ist, noch als oberirdische Fortsetzung mit dem Schwanenspiegel verbunden. Für die nach 1835 angelegten Eisenbahntrassen wurde deshalb 1838 im Südosten am Rande des bestehenden Stadtbereiches der Bahnhof der Düsseldorf-Elberfelder Eisenbahn-Gesellschaft und ab 1845 bzw. 1846 der Bahnhof der Köln-Mindener Eisenbahn-Gesellschaft angelegt. Beide erste Bahnhöfe mit ihren Gleisanlagen lagen somit damals im Südosten vor der Stadt im Gebiet zwischen der aktuellen Graf-Adolf-Straße und der Adersstraße.
In der zweiten Hälfte des 19. Jahrhunderts begann sich das urbane Stadtgebiet durch die Errichtung von Industrieanlagen außerhalb der alten Kernstadt und der dadurch verursachten hohen Zuwanderung stark auszudehnen. Die vorher am Rand der Stadt liegenden Bahnhöfe mit ihren Gleisanlagen behinderten nun die Straßenanbindung des ab 1854 genehmigten und dann neu errichteten Stadtteils Friedrichstadt, der im Südosten der alten Kernstadt lag. Weiter östlich von den vorhandenen zwei Bahnhöfen wurde deshalb ein neuer Hauptbahnhof für die Stadt angelegt und am 1. Oktober 1891 eröffnet. Erst danach konnten sowohl die Gleisanlagen wie auch die beiden alten Bahnhöfe aufgehoben oder abgerissen werden. Mit der Planung der neuen Bebauung im Bereich der frei werdenden Flächen wurde vor 1891 begonnen. Bereits in einem Stadtplan, der dem Adressbuch der Stadt von 1891 beigefügt war, sind für den neuen Bereich die neuen Straßen einschließlich der Graf-Adolf-Straße eingetragen, die, bis auf einige Namensänderungen, weitgehend auch den aktuellen Verhältnissen entsprechen. Allerdings fehlte die Berliner Allee, da diese erst nach 1945 angelegt wurde und nach den ursprünglichen Planungen nicht vorgesehen war. Die Graf-Adolf-Straße wurde weitgehend im Bereich der alten Gleis-Trasse und dem Bahnhof der Düsseldorf-Elberfelder Eisenbahn angelegt. Der Abriss der oberirdischen Anlagen und Bahnhofgebäude und die Verlegung der Gleisanlagen beanspruchten einige Zeit. Entsprechend konnten die neuen Straßen und anschließend die Errichtung neuer Gebäude nicht sofort, sondern nur mit etwas Verzögerung angelegt und errichtet werden.
Aus den alten Stadtplänen und den zugehörigen Adressbüchern ist nachfolgender Fortgang für die Anlegung und Bebauung des neuen Stadtbereiches mit und südlich der Graf-Adolf-Straße ersichtlich. Hierbei ist zu berücksichtigen, dass zu Beginn die Straße als Fortsetzung der Thurmstraße an der Friedrichstraße begann, da zu dieser Zeit der Graf-Adolf-Platz noch nicht vorhanden war. Dieser wurde erst ab 1905 angelegt, als auch Breite Straße und Canalstraße verlängert werden konnten.
- Von 1891 bis 1894 wurden die neuen Straßen bis zur Luisenstraße (früher Louisenstraße geschrieben) und die südlichen Verlängerungen der Königsallee, Oststraße (aktuell: Karl-Rudolf-Straße), Bahnstraße (aktuell: Pionierstraße), Steinstraße (aktuell: Scheurenstraße) und die neuen Straßen Hüttenstraße, Mintropstraße und Harkortstraße angelegt. Die Bebauung erfolgte naturgemäß erst danach und

- bis 1895 ist nur das Gebäude Nr. 2 an der Graf-Adolf-Straße im Bereich der Friedrichstraße als einziges nachweisbar.[Anm. 3] Ab dem folgenden Jahr war der Bereich von der Friedrichstraße bis zur Kreuzung Königsallee bereits durchgehend bebaut.[5]

- 1896 wurden entsprechend auf der Südseite der Graf-Adolf-Straße zwischen Friedrichstraße und Königsallee die Gebäude Nr. 1 bis 8 angeführt.[6] Anschließend waren bis zur Hüttenstraße die so genannten Essmann’schen Geschäftshäuser mit Nr. 11/13 in Bau[7] und danach bis zur Oststraße die Häuser Nr. 17 und 19 vorhanden. Ab der Oststraße lag nur das Gebäude Nr. 43 vor der Bahnstraße und danach war bis zur Steinstraße (aktuell: Stresemannstraße) nur Nr. 67 bereits vorhanden. Auf der Nordseite der Graf-Adolf-Straße war bis zur Bahnstraße nur das Gebäude Nr. 10 errichtet worden und es folgten bis zur Bahnstraße die Gebäude Nr. 64 bis 70. In anschließender Richtung Wilhelmplatz waren noch keine neuen Bauten vorhanden.[8] Ab

- 1897 sind erstmals auch einige Bebauungen nach der Bahnstraße bis zum Wilhelmplatz (aktuell: Konrad-Adenauer-Platz) nachweisbar, und zwar im Bereich bis Steinstraße (aktuell: Stresemannstraße) und Carlstraße sechs Gebäude, und bis zum Vorplatz des Bahnhofs weitere drei.[9] Diese lagen aber alle auf der Nordseite. Die gesamte Südseite ab Oststraße war zu dieser Zeit noch nicht mit Gebäuden neu bebaut. Weiterhin lagen ab der späteren Pionierstraße bis zum Bahnhofvorplatz noch die „Seifenfabrik R. Dahl“ und das Gelände des Städtischen Fuhrparks.[10][Anm. 4]

Ab Ende des 19. Jahrhunderts wurden die noch vorhandenen Baulücken weiter zunehmend geschlossen. Diese Bebauung erfolgte besonders im südöstlichen Bereich der Graf-Adolf-Straße ab der Bahnstraße, da dort noch größere Lücken vorhanden waren. Selbst in den Kriegsjahren 1914 bis 1918 war, wie aus der Auflistung der Kosten zu dieser Zeit durch die Stadt für die Vermessung neuer Baugrundstücke an der Graf-Adolf-Straße ersichtlich, die Erstbebauung noch nicht beendet. Andererseits wurden aber ab den 1910er Jahren auch bereits einzelne Erstgebäude wieder umgebaut oder durch größere, aufwändigere Bauten ersetzt.

## Gebäude auf der Graf-Adolf-Straße

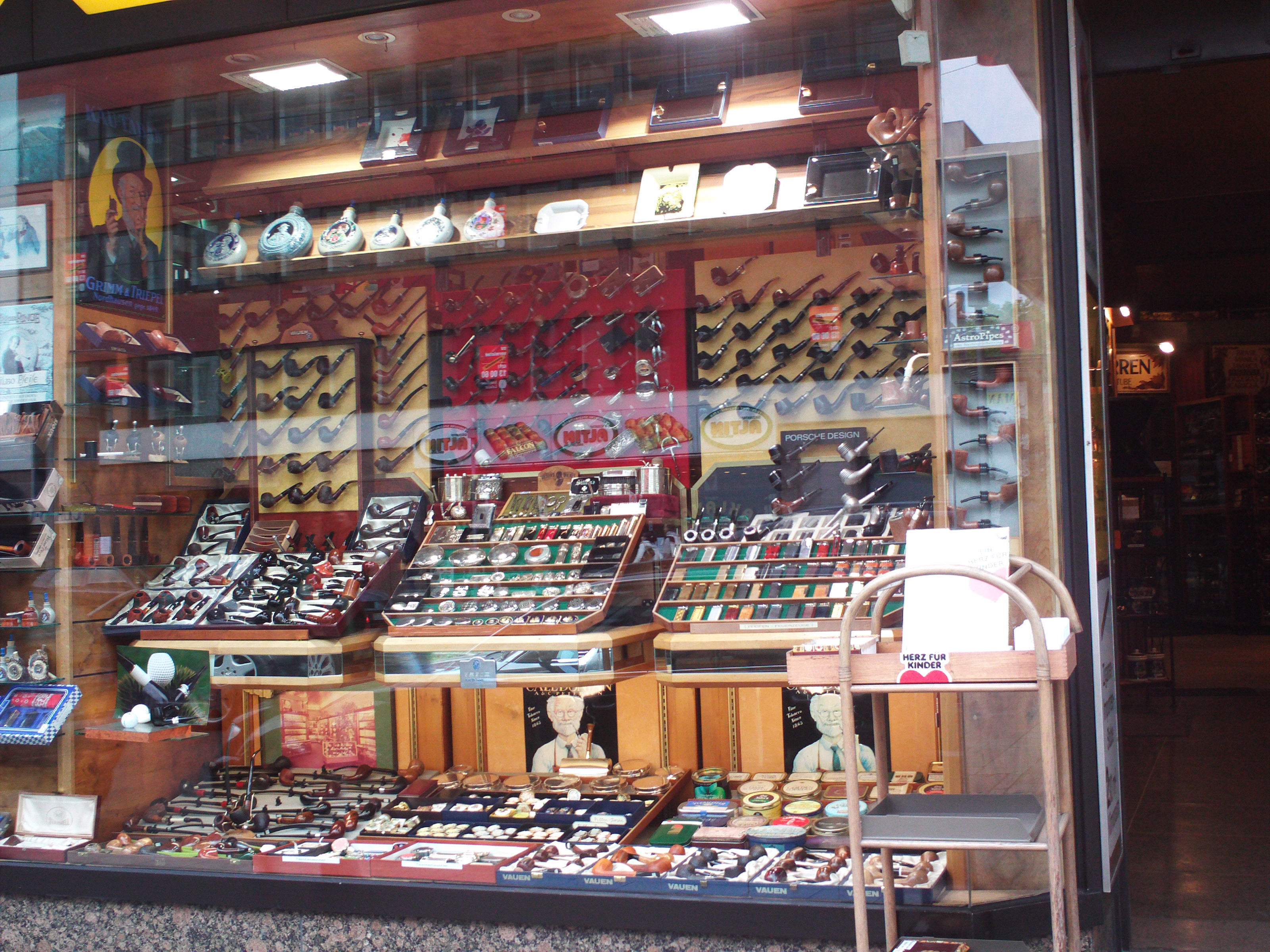
Linzbach, Pfeifen- und Zigarrenhaus, gegründet 1902, der älteste Tabakladen Düsseldorfs, Graf-Adolf-Straße 78 (Foto 2009)

Neben den Gebäuden Nr. 11–15 und Nr. 83–87, die gesondert beschrieben werden, sind nachstehend angeführte Gebäude von besonderem Interesse, da sie beispielhaft für die Entwicklung und Umgestaltung der Straße und ihrer Bebauung sind:

### Gebäude Graf-Adolf-Straße Nr. 44

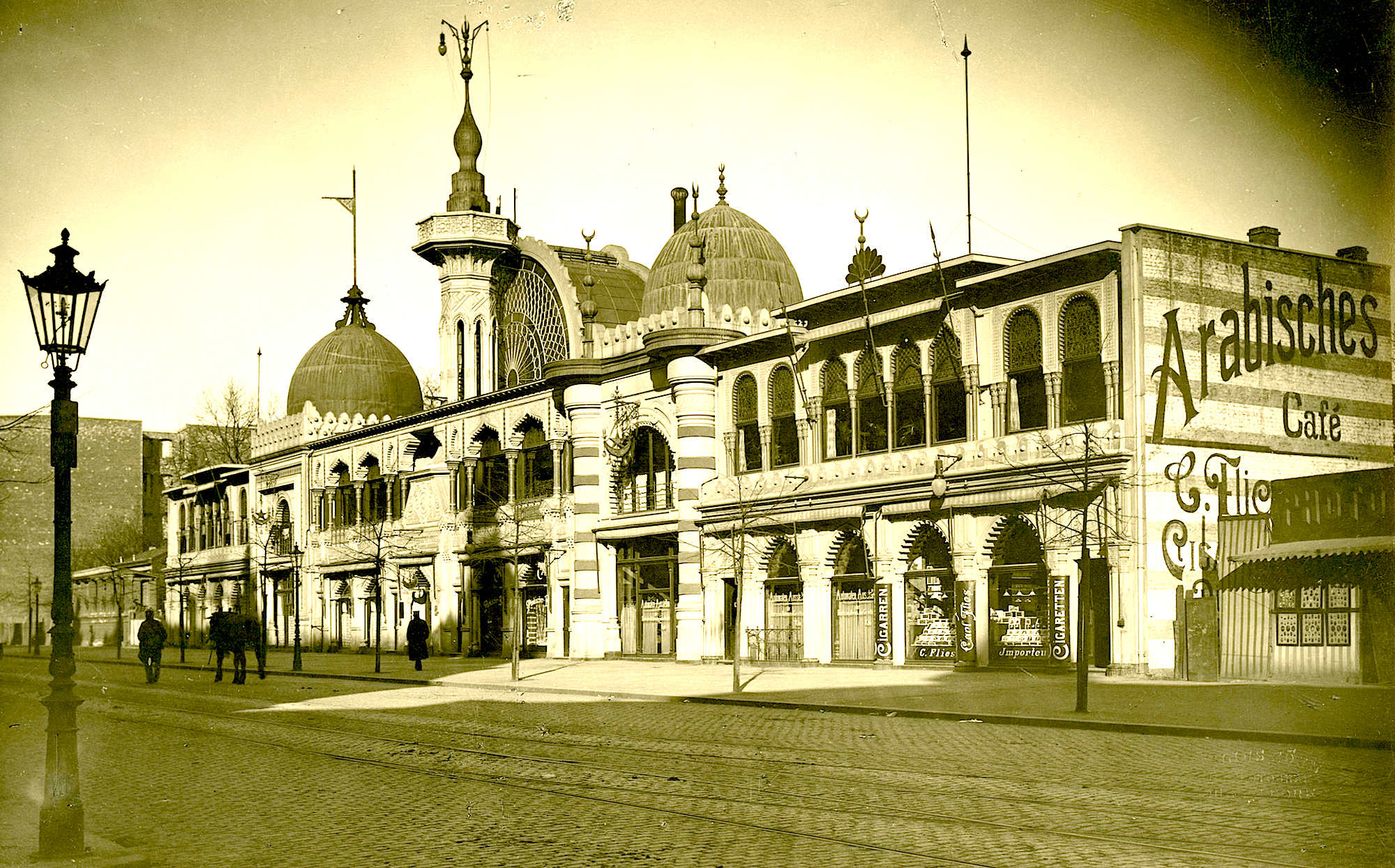
Arabisches Café, Graf-Adolf-Straße 44

Ein Beispiel für Umbau und mehrfachen Neubau des Erstbaues ist das Grundstück Nr. 44, das vor dem Grundstück Nr. 46 an der Ecke zur Oststraße lag. Hier war 1895 nach einem Entwurf des Architekten Peters das bei den Düsseldorfern beliebte „Arabische Café“ erbaut worden. Das Gastronomiegebäude mit seiner extravaganten Architektur im „maurischen Stil“ unter Verwendung farbig glasierter Steine stand auf einem langgestreckten, aber nur 8 m tiefen Grundstück, das den Rest eines ehemaligen Bahnkörpers darstellte.
Das Arabische Café als Gastronomiebetrieb wurde 1908 letztmals im Düsseldorfer Adressbuch aufgeführt und 1909 durch das „Orient-Café“ abgelöst. Das Orient-Café stellte offenbar auch bereits 1910 den Betrieb wieder ein, ab 1911 steht es nicht mehr im Adressbuch. Im inzwischen umgebauten und vergrößerten Gebäude wurden stattdessen das „Löwenbräu-Restaurant“ und ein Tonbildtheater eröffnet. 1913 wurde erstmals neben dem Tonbildtheater auch ein „Palast-Theater“ genannt, beide hatten dieselbe Telefonnummer. Das „Photographische Atelier Hammerschlag“ hatte hier von 1911 bis 1922 seinen Firmensitz, Inhaber war der Fotograf Walter Lilienthal. Eine Filiale befand sich in Dortmund.
Ab 1927 waren neben dem Palast-Theater auch das Tonbildtheater und weiterhin das „Weinlokal“ und wieder eine „Löwenbräu-Gaststätte“ vorhanden. Da zusätzlich zum letzten Mal die „Kammerlichtspiele“ unter der gleichen Telefonnummer wie das Palast-Theater angeführt wurden, dürften Ende 1927 die Kammerlichtspiele durch ein neues und vergrößertes Theater ersetzt worden sein. Nach 1928 wurde das „Europahaus“ auf einem deutlich nach Norden um die Grundstücke Bahnstraße 33–39 vergrößerten Areal neu erbaut, Architekt und gleichzeitig auch Bauherr war der Kölner Architekt Jacob Koerfer. In diesem Gebäude lagen das Löwenbräu-Restaurant und das vergrößerte „Europa-Palast-Theater“. 1929 und 1930 wurde für die Grundstücke Oststraße 33 bis 39 angeführt, dass hier Neubauten entstanden waren, deren Eigentümer die Phönix Grundstücksgesellschaft war und die alle zum Komplex „Europa-Palast-Theater“ Graf-Adolf-Straße 44 gehörten. Ab 1933 ist im Europahaus zusätzlich ein DeFaKa-Kaufhaus nachweisbar. Das „Europa-Palast-Theater“ war bis in die 1940er Jahre in Betrieb und wurde 1943/44 aus Kriegsgründen geschlossen.
Im Zweiten Weltkrieg wurden, wie in der gesamten Innenstadt von Düsseldorf, auch an der Graf-Adolf-Straße viele Gebäude stark beschädigt oder zerstört. Die Kriegsschäden wurden in den 1950er Jahren beseitigt und für die Anpassung an den zu erwartenden starken Verkehr zusätzlich eine neue breite Nord-Süd-Verbindung, die Berliner Allee zwischen Königsallee und Oststraße ab 1954 neu angelegt. Bereits Ende 1945 wurde das „Europa-Palast-Theater“ im nur beschädigten Gebäude Graf-Adolf-Straße 44 wieder eröffnet, die noch vorhandenen Kriegsschäden wurden jedoch erst 1949 behoben. Anfang der 1960er Jahre wurde das Kino geschlossen, da die Horten AG sowohl das Gebäude wie auch das DeFaKa gekauft hatte.
Auf der gesamten nördlichen Seite der Graf-Adolf-Straße wurde zwischen der Berliner Allee und der Oststraße, einschließlich bis zur Südseite der Bahnstraße, von der Horten AG zu Beginn der 1960er Jahre vorhandene Häuser abgerissen und ein neues Kaufhaus gebaut. Die bisherigen Adressen Graf-Adolf-Straße 44 und 46 entfielen, und der neue große Baukomplex hatte die Anschrift Berliner Allee 52.
In einem zuerst fertig gestellten Teilbereich des neuen Gebäudes nahm ab 1964 unter dem alten Namen DeFaKa das Kaufhaus wieder den Betrieb auf. Ab 1966 war das Gesamtgebäude, das mit den sogenannten Hortenkacheln verkleidet war, fertig gestellt. Auf der deutlich vergrößerten Kauffläche wurde es nun unter dem Namen „Kaufhaus Horten“ betrieben. 1994 wurde dieses Kaufhaus an die Kaufhof AG verkauft und geschlossen. Nach einer umfangreichen Renovierung wurde es unter den Namen „Kaufhof Berliner Allee Nr. 52“ am 13. März 1997 neu eröffnet und 2008 in „Galeria Kaufhof Berliner Allee“ umbenannt.

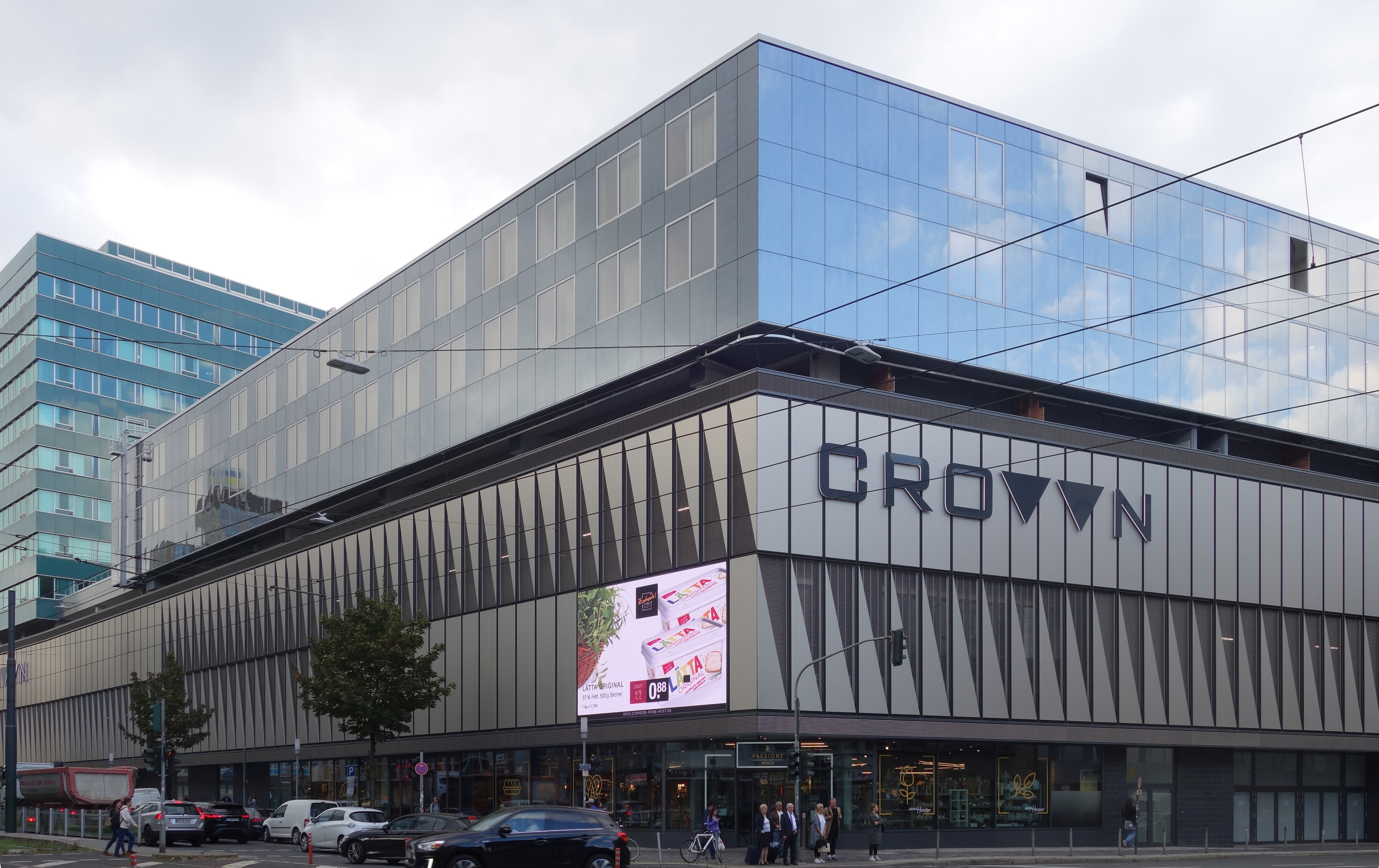
Baukomplex Hotel „The Crown“ und Lebensmittelmarkt „Edeka Zurheide“

Bereits 2014 wurde das Kaufhaus „Galeria Kaufhof Berliner Allee“ erneut verkauft und am 21. Dezember des gleichen Jahres geschlossen. Die Betreuung und Verwaltung eines geplanten Umbaus des Gebäudes wurde von der Kölner Haus- und Grundstücksverwaltung Dr. Koefer & Co. (Koerfer-Gruppe, zurückgehend auf den „Europahaus“-Architekten Jacob Koerfer) übernommen. Seit Anfang Januar 2015 wurde das Gebäude umgebaut und der Bereich des ehemaligen alten Hochgarage abgerissen. Es entstand ein neues Handels- und Hotelgebäude, genannt „The Crown“. Der Umbau sollte Anfang 2017 fertig gestellt werden. Dieser ursprüngliche Fertigstellungstermin konnte nicht eingehalten werden und verzögerte sich bis 2018. Das Belegungskonzept für das Gebäude wurde geändert, da nun „Edeka Center Zurheide“ als alleinige Handelsgesellschaft im neuen Gebäude im Erdgeschoss und Untergeschoss einen „feinen Lebensmittelmarkt und Event-Gastronomie“ betreiben wird. Der ursprünglich auch im ersten Obergeschoss vorgesehene Handelsbereich entfällt. Stattdessen wird der vorgesehene Parkhausbereich statt von der 2. bis 4. Etage nun auf der 1. bis 3. Etage liegen. Anfang März 2018 wurde das Edeka Center fertiggestellt und am 9. März der Lebensmittelmarkt eröffnet.
In der oberen 4. und auf der 5. Etage des neuen Gebäudekomplexes wurde von einer Münchner Hotelgruppe das „Carat-Hotel“ errichtet; dessen Eröffnung erfolgte am 9. März 2018. Der Hoteleingang befindet sich auf der Oststraße, mit der postalischen Adresse Oststraße Nr. 155.

### Gebäude Graf-Adolf-Straße Nr. 47

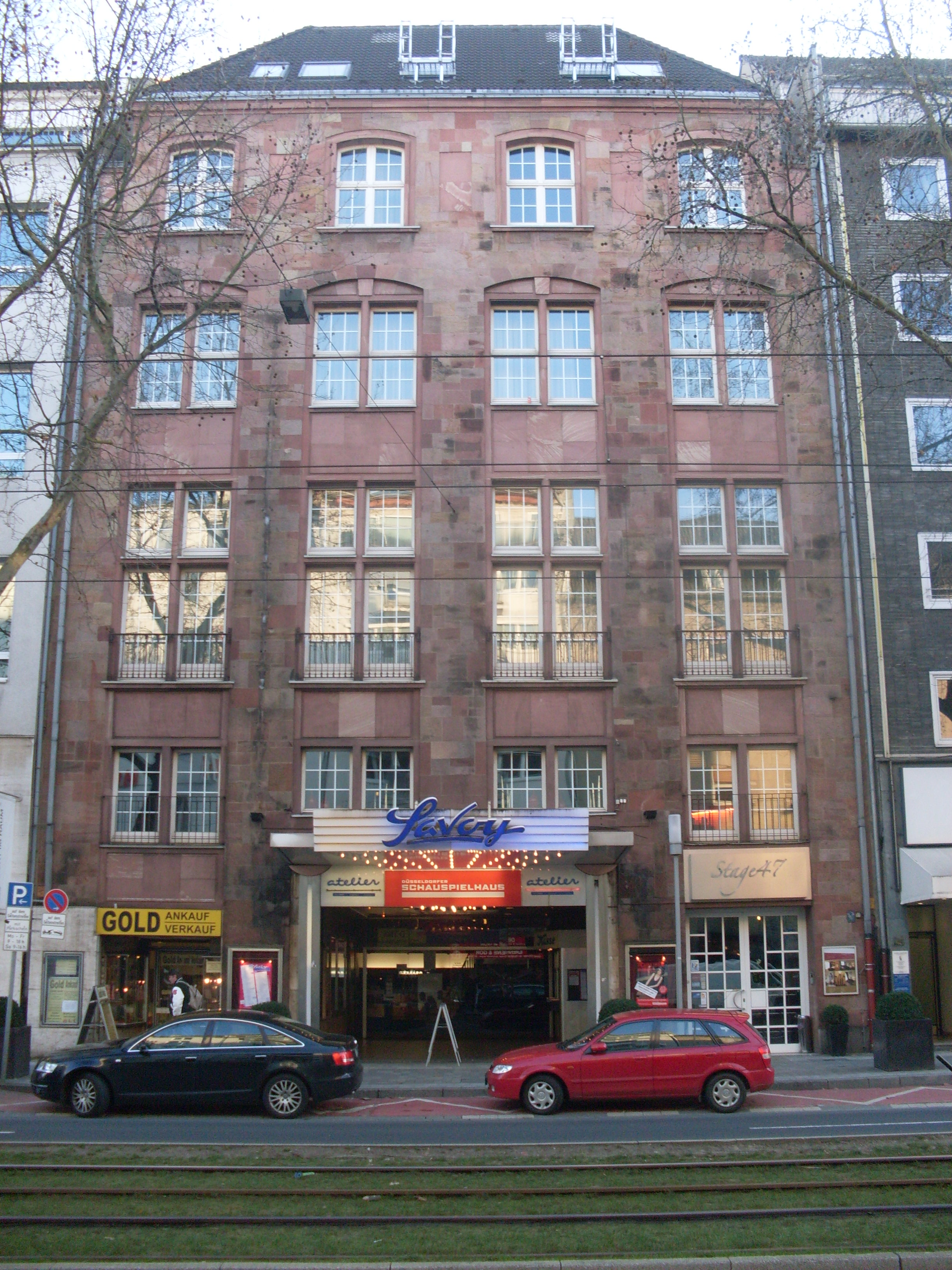
Savoy Theater

Ein besonders stattliches Gebäude war das Haus Graf-Adolf-Straße 47, das 1900–1901 nach Entwurf von Hermann vom Endt östlich nahe der Kreuzung mit der Oststraße als erstes eigenes Geschäftsgebäude der Handelskammer zu Düsseldorf gebaut wurde. Die Handelskammer zu Düsseldorf, seit 1924 Industrie- und Handelskammer Düsseldorf (IHK) blieb in diesem Gebäude, bis es 1943 durch Bombentreffer zerstört wurde.
Nach dem Zweiten Weltkrieg baute die IHK ihr zerstörtes Gebäude in vereinfachter Form wieder auf, 1951 konnte die Geschäftsstelle das Haus wieder beziehen. 1957 gab die IHK diesen Standort auf und bezog mit der Düsseldorfer Börse auf einem Eckgrundstück Berliner Allee / Immermannstraße einen gemeinsam errichteten, größeren Neubau.
Nach einem Umbau des Hauses eröffnete am 18. April 1958 ein privater Betreiber im Gebäude Graf-Adolf-Straße 47 das „Savoy-Kino“, das 878 Sitzplätze hatte. Ab 1990 wurde das Savoy-Kino von der UFA übernommen und danach zu Schachtelkinos unter Aufteilung des großen Kinosaals in fünf kleine Kinos umgebaut. Als UFA-Kino wurde es bis zum Verkauf 1999 betrieben. Nach erneutem Umbau zu einem Theater wurde es im September 2000 eröffnet. Seitdem wird im Savoy-Theater ein weitgefächertes Programm angeboten, das von Schauspielen und Konzerten über Kabaretts bis zu Lesungen reicht. Zusätzlich wurde im Gebäude ab 2006 ein Atelier-Kino mit 190 Sitzplätzen eröffnet.

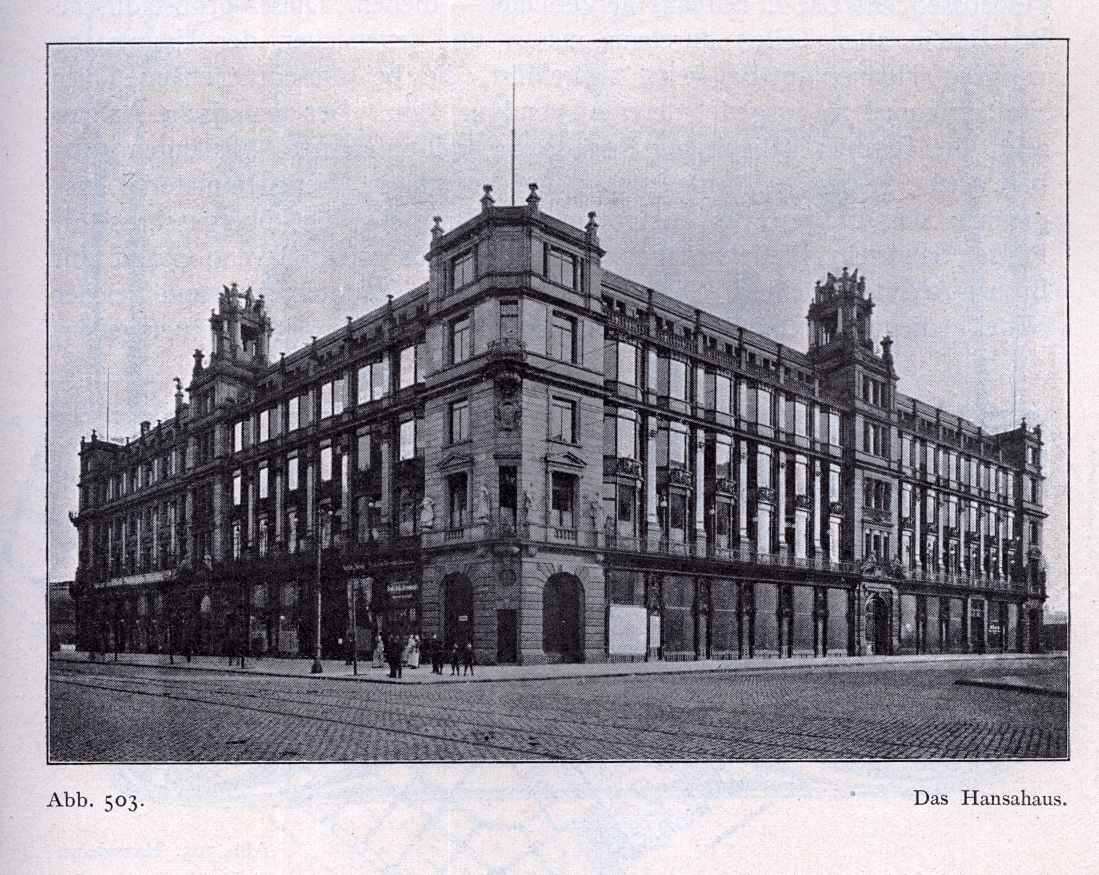
Hansahaus, vor 1904

### Hansahaus, Graf-Adolf-Straße/Ecke Wilhelmplatz (Konrad-Adenauer-Platz)

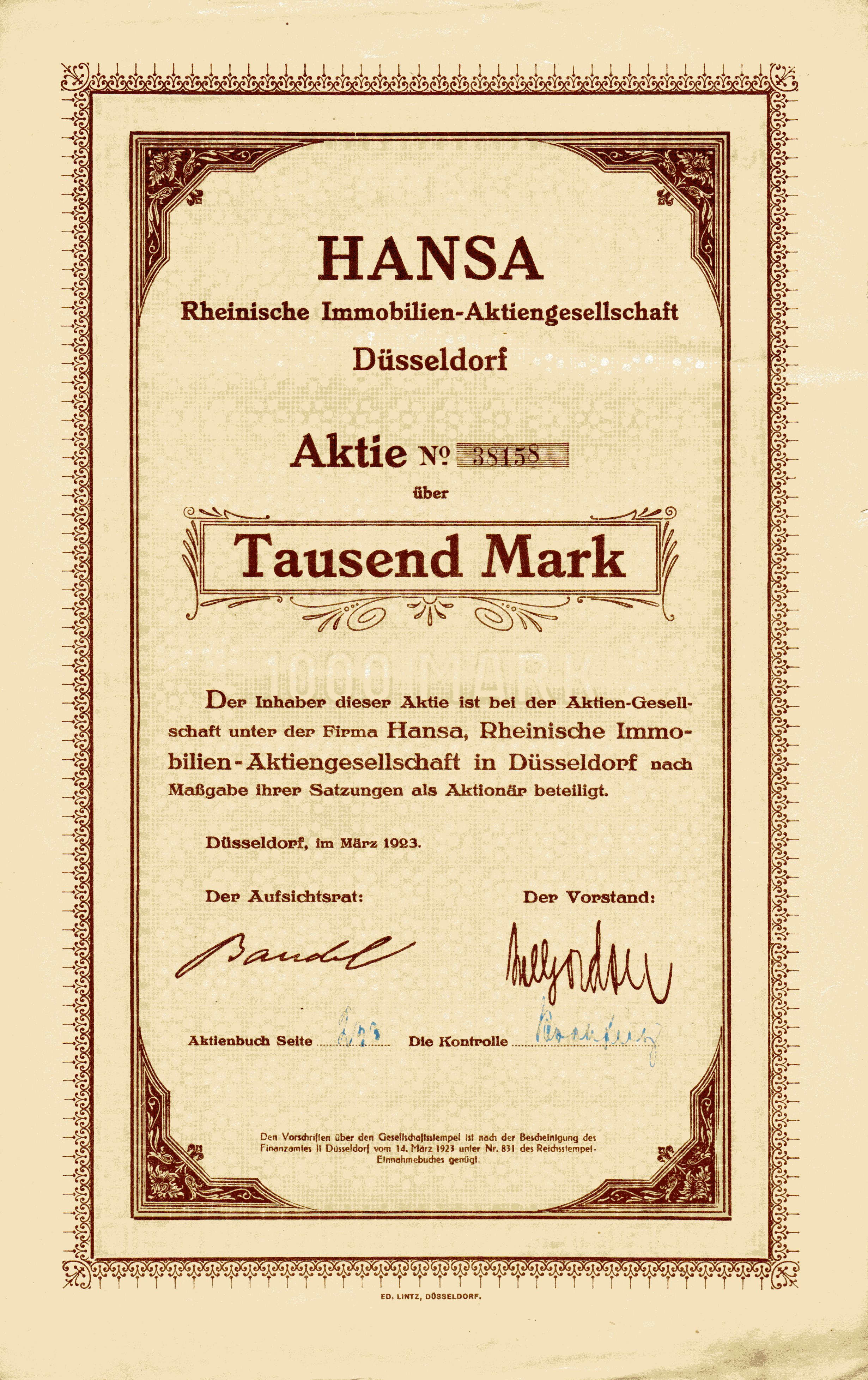
Aktie über 1000 Mark der Hansa, Rheinische Immobilien-AG vom März 1923

Am Ostende der Graf-Adolf-Straße, in der Nähe zum Hauptbahnhof Düsseldorf, liegt das ehemalige Hansahaus. Dieses wurde bis 1902 von dem Schweizer Architekten Heinrich Ernst für „de Fries & Comp.“ errichtet und nach Fertigstellung von der „Hansa, Rheinische Immobilien-AG“ erworben. Im Adressbuch von 1903 wird diese AG erstmals als Eigentümer angeführt. Das Hansahaus war ein großstädtische Geschäftspalast und zu Beginn des 20. Jahrhunderts eine der modernsten Gewerbeimmobilien Düsseldorfs. Kriegszerstörungen und bauliche Veränderungen führten bis heute zu einem schlichteren Erscheinungsbild des Gebäudes. Seit 1959 dient das Gebäude dem Landesrechnungshof Nordrhein-Westfalen als Behördensitz.

## Nachweise
1. ↑  In: Zeittafel zur Friedrichstadt und zum Kirchplatz. 1880 bis 1900.
2. ↑  In: Amtsblatt für den Regierungsbezirk Düsseldorf. Nr. 46. 1951, Bagel, S. [341]326.
3. ↑  Auflistung der Kinos in Düsseldorf
4. ↑  In: Adressbuch der Stadt Düsseldorf. Stadtplan. 1891, S. [851]-.
5. ↑  In: Adressbuch der Stadt Düsseldorf. Stadtplan. 1895, S. [628]550.
6. ↑  Graf-Adolf-Straße 4, erste Etage Kaffeehaus „Alter Bahnhof“ von Franz Geulen, Eröffnung Mai 1897. In Düsseldorfer Volksblatt (No. 144), vom 30. Mai 1897 ()
7. ↑  Graf Adolphstraße 11/13 Neubauten, in Adressbuch der Stadt Düsseldorf 1896, S. 557 ub.uni-duesseldorf.de
8. ↑  In: Adressbuch der Stadt Düsseldorf. Stadtplan. 1896, S. [641]517.
9. ↑  In: Adressbuch der Stadt Düsseldorf. Stadtplan. 1897, S. [660/1]578/9.
10. ↑  In: Adressbuch der Stadt Düsseldorf. Stadtplan. 1897, S. [1004]-.
11. ↑  In: Verwaltungsbericht der Landeshauptstadt Düsseldorf. Zeitraum 1. April 1914 bis 31. März 1919, S. [120]99.
12. ↑  Architekten- und Ingenieur-Verein zu Düsseldorf (Hrsg.): Düsseldorf und seine Bauten. L. Schwann, Düsseldorf 1904, S. 324.
13. ↑  Adressbuch für die Stadtgemeinde Düsseldorf 1909, 3. Teil, S. [763]141.
14. ↑  Adressbuch für die Stadtgemeinde Düsseldorf 1911, 3. Teil, S. [668]188.
15. ↑  Adressbuch für die Stadtgemeinde Düsseldorf 1913, 3. Teil, S. [832]148.
16. ↑  Atelier Hammerschlag, von 1911–1922 Atelier in Düsseldorf, Inh. Walter Lilienthal, Graf-Adolf-Strasse 44, auf emuseum.duesseldorf, abgerufen am 21. Juli 2017
17. ↑  Adressbuch für die Stadt Düsseldorf 1927, 3. Teil, S. [845]103.
18. ↑  Adressbuch der Stadt Düsseldorf, 3. Teil. 1929, S. [902]125.
19. ↑  In: Adressbuch der Stadt Düsseldorf 1930, 3. Teil, S. [836]20.
20. ↑  In: Adressbuch der Stadt Düsseldorf 1933, 3. Teil, S. [953]146.
21. ↑  Adressbücher von 1929, 1930 und 1940, jeweils im 3. Teil, S. [902]125, [944]128 und [988]167.
22. ↑  Düsseldorfer Stadtchronik 1997. (Onlinefassung)
23. ↑  Letzter Tag für den Kaufhof Berliner Allee. In: RP Online vom 20. Dezember 2014.
24. ↑  Zurheide an der Berliner Allee wird erst Anfang 2018 aufmachen. In: RP Online vom 1. Oktober 2016.
25. ↑  Zurheide übernimmt Ex-Kaufhof Berliner Allee. In: RP Online vom 9. Februar 2017.
26. ↑  In: RP Online vom 9. März 2018. Zurheide Eroffnung
27. ↑  In: Internet/Pressenotiz vom 14. März 2018. Eröffnung neues Carat-Hotel (Memento des Originals vom 20. April 2018 im Internet Archive)  Info: Der Archivlink wurde automatisch eingesetzt und noch nicht geprüft. Bitte prüfe Original- und Archivlink gemäß Anleitung und entferne dann diesen Hinweis.
28. ↑  Architekten- und Ingenieur-Verein zu Düsseldorf (Hrsg.): Düsseldorf und seine Bauten. L. Schwann, Düsseldorf 1904, S. 198 f.
29. ↑  Ulrich S. Soénius (Hrsg.): 175 Jahre IHK Düsseldorf. Handeln für Unternehmen. Köln 2006, ISBN 3-933025-41-9, S. 33. (online als PDF)
30. ↑  Ulrich S. Soénius (Hrsg.): 175 Jahre IHK Düsseldorf. Handeln für Unternehmen. Köln 2006, ISBN 3-933025-41-9, S. 126.
31. ↑  Atelier-Kino im Savoy-Theater auf den Internetseiten Düsseldorfer Filmkunstkinos, abgerufen am 17. März 2017
32. ↑  In: Adressbuch für die Stadtgemeinde Düsseldorf und die Landbürgermeistereien. Dritter Theil. 1903, S. [734]150.